# Özhan Gürel
Yasar Özhan Gürel (* 23. Januar 1980 in Ankara) ist ein türkisch-deutscher Basketballtrainer. Er war von 2004 bis 2012 zunächst Trainer der ersten Damen- wie auch anschließend der ersten Herrenmannschaft des SC Rist Wedel. Später arbeitete er unter anderem für die Hamburg Towers.

## Karriere
Vor dem Beginn seiner Trainerkarriere hat er in der Türkei als Basketballprofi sieben Jahre lang in der Türkiye Basketbol Ligi sowie in der zweiten Liga des Landes gespielt. 2003 wechselte er zum SC Rist Wedel in die 1. Regionalliga, nach einer Knieoperation musste er seine Spielerlaufbahn beenden. 2004 übernahm der Türke die Damenmannschaft des Vereins als Trainer.
Nach drei erfolgreichen Jahren mit den Wedeler Frauen, die 2005 unter seiner Leitung Vizemeister der 2. Bundesliga Nord wurden, übernahm er 2007 die Herrenmannschaft des Vereins, nachdem er in der Saison 2006/07 neben seinem Amt als Trainer bereits Assistent von Wedels Herrentrainer Ingo Freyer gewesen war. In Gürels zweitem Jahr als Trainer der Rist-Männer stieg er mit dem Sportclub als Meister der 1. Regionalliga Nord in die 2. Bundesliga ProB auf. Der spätere Nationalspieler Ismet Akpinar bestritt 2011/12 unter Gürel sein erstes Jahr im Herrenbasketball. Im Spieljahr 2011/12 führte er die Mannschaft erstmals in die ProB-Meisterrunde. Im Mai 2012 wurde Wedels von Gürel betreute U18-Mannschaft im DBB-Jugendpokal Zweiter.
Vor dem Saisonbeginn der ProB-Saison 2012/13 trennten sich Gürel und Rist Wedel nach Unstimmigkeiten bei der Zusammenstellung des Kaders. Anschließend wurde er Jugendtrainer beim SC Alstertal-Langenhorn und Trainer der Piraten Hamburg in der Jugend-Basketball-Bundesliga (JBBL). Bei den Piraten war er bis 2015 im Amt und erreichte mit seiner Mannschaft 2013 das Play-off-Viertelfinale. Nachdem die Hamburg Towers in der zweithöchsten Spielklasse 2. Bundesliga ProA gemeldet wurden, war Gürel in der Premierensaison 2014/15 dort zusätzlich Assistent von Hamed Attarbashi bei den Herren. Nach seinem Ausscheiden als Co-Trainer der Hamburger ProA-Mannschaft war er unter anderem als Leiter von Jugendcamps bei den Towers tätig.
Zur Saison 2017/18 übernahm er als Cheftrainer wieder die Leitung der U16-Mannschaft der Piraten Hamburg in der JBBL. In der Saison 2018/19 erreichte er erneut das Viertelfinale. Das Amt des JBBL-Cheftrainers übte er bis 2019 aus, dann übernahm er die Leitung der U18-Mannschaft der Hamburg Towers sowie Aufgaben im Amateur-Herrenbereich der Towers. Gürel wurde deutscher Staatsbürger und als Lehrer für Sport und Gesellschaftskunde verbeamtet.
2023 trat er das Traineramt bei der BG Hamburg-West (2. Regionalliga) an und übte dieses bis 2024 aus. Anschließend übernahm Gürel zur Saison 2024/25 die Betreuung der Herrenmannschaft des BC Hamburg (Stadtliga).

## Stationen als Spieler
- Efes Pilsen Istanbul (Jugend)
- Tuborg Pilsener Izmir (1. türkische Liga)
- Ankaragücü Ankara (2. türkische Liga)
- Sekerspor Ankara (2. türkische Liga)
- Bolu Geredespor (2. türkische Liga)
- SC Rist Wedel (1. Regionalliga, Deutschland)

## Stationen als Trainer
- SC Rist Wedel 2. DBBL Nord (Cheftrainer)
- SC Rist Wedel 1. Regionalliga Nord Herren / 2. Bundesliga ProB (Cheftrainer)
- SC Rist Wedel Jugend
- SC Alstertal-Langenhorn Jugend
- Piraten Hamburg JBBL (Cheftrainer)
- Hamburg Towers 2. Bundesliga ProA (Trainerassistent)
- Piraten Hamburg U16 (Cheftrainer)
- Hamburg Towers Jugend (Cheftrainer)
- BG Hamburg-West 2. Regionalliga (Cheftrainer)
- BC Hamburg Stadtliga (Cheftrainer)